# Saho Harada
Saho Harada (jap. 原田早穂 Harada Saho; ur. 5 listopada 1982 w Tokio) – japońska pływaczka synchroniczna, dwukrotna medalistka olimpijska.
W 2004 startowała na letnich igrzyskach olimpijskich w Atenach, biorąc udział w rywalizacji drużyn. W tej konkurencji wywalczyła srebrny medal, dzięki rezultatowi 98,501 pkt. Cztery lata później uczestniczyła w letnich igrzyskach olimpijskich w Pekinie, startując tym razem w rywalizacji duetów i drużyn. Japonka wywalczyła brązowy medal w konkurencji duetów (uzyskując wynik 97,167 pkt), w rywalizacji drużynowej zaś zajęła 6. pozycję (z wynikiem 95,334 pkt).
Począwszy od 2001 roku, czterokrotnie startowała w mistrzostwach świata. Medale udało się jej wywalczyć na każdej z takich imprez sportowych – w Fukuoce (1 srebrny), Barcelonie (1 złoty i 1 srebrny), Montrealu (2 srebrne i 1 brązowy) i Melbourne (1 srebrny, 3 brązowe).